# Stiftelsen för utforskning av Finlands naturtillgångar
Stiftelsen för utforskning av Finlands naturtillgångar (finska: Suomen luonnonvarain tutkimussäätiö), är en finländsk stiftelse.
Stiftelsen, som har sitt säte i Helsingfors, grundades 1952 på initiativ av kolhandlarnas nationella förening. Ändamålet är att främja och stödja forskning och experimentverksamhet som bedrivs för att utveckla utnyttjandet av Finlands skogs- och andra naturtillgångar. Stiftelsens styrelse består av representanter för Helsingfors universitet, Tekniska högskolan i Helsingfors, Skogsforskningsinstitutet, Statens tekniska forskningscentral, Finlands forstvetenskapliga samfund, Bergsmannaföreningen, Skogsbrukets utvecklingscentral Tapio, Centralförbundet för lant- och skogsbruksproducenter, Skogsindustrin, Finlands näringsliv och Finska bioenergiföreningen. Stiftelsen beviljar årligen stipendier till forskning som främjar kunskap om hållbar och förnuftig användning av naturtillgångarna.